# Klub chovatelů teriérů
Klub chovatelů teriérů (KCHT) je klub sdružující majitele, chovatele, držitele a přátele mnoha teriérských plemen. 
Klub chovatelů teriérů je členem Českomoravské kynologické unie prostřednictvím Českomoravské kynologické jednoty (ČMKJ), jejíž plemenná kniha vystavuje průkazy původu odchovů pod KCHT.

## Kynologická činnost
Klub chovatelů teriérů se zaměřuje především na:
- rozvoj teriérských plemen,
- cílevědomou plemenitbu,
- zvyšování úrovně chovu teriérských plemen, a to jak z hlediska exteriéru tak i povahových vlastností,
- podporu rozvíjení odborných znalostí členů spolku,
- propagaci činnosti členů spolku i spolku samotného,
- pořádání výstav, zkoušek a soutěží psů a tematických sportovních, kulturních či jiných obdobných akcí,
- zpracovávání a podávání návrhů a připomínek ke kynologickým předpisům včetně předpisů Českomoravské kynologické unie (ČMKU), zkušební řády, výstavní řády, atd.,
- spolupráci a navazování kontaktů s ostatními kynologickými organizacemi uznávanými Mezinárodní kynologickou federací (FCI). [1]

## Plemena
KCHT zastřešuje tato plemena:
- Anglický toy teriér
- Australský silky teriér
- Australský teriér
- Bedlington teriér
- Border teriér
- Brazilský teriér
- Český teriér
- Dandie dinmont teriér
- Glen of Imaal teriér
- Irský soft coated wheaten teriér
- Irský teriér
- Jack Russell teriér
- Japonský teriér
- Kernteriér
- Kerry blue teriér
- Lakeland teriér
- Manchester teriér
- Norfolk teriér
- Norvičský teriér
- Parson Russell teriér
- Patterdale teriér
- Sealyham teriér
- Skajteriér
- Skotský teriér
- Toy foxteriér
- Velšteriér
- West highland white teriér

Mezi nejpočetněji zastoupené patří border a Jack Russell teriér. Ostatní teriérská plemena mají vlastní chovatelské kluby.

## Klubové akce
KCHT pořádá vlastní klubové, speciální i krajské výstavy. Mezi ty nejvýznamnější patří zářijová klubová výstava v Mladé Boleslavi, kam jsou pravidelně zváni zahraniční rozhodčí. Vánoční krajská výstava v Praze se poprvé konala v roce 2014.
Klubové zkoušky KCHT pořádá především ve spolupráci s Klubem chovatelů foxteriérů (KCHF). K nejvýznamnějším akcím se zde řadí Memoriál M. Říhy nebo Pětiboj border teriérů, který je součástí jejich speciální výstavy.
Spolek podporuje také vzdělávání jak svých členů, tak rozhodčích. Pro obě skupiny posluchačů pořádá specializované semináře.

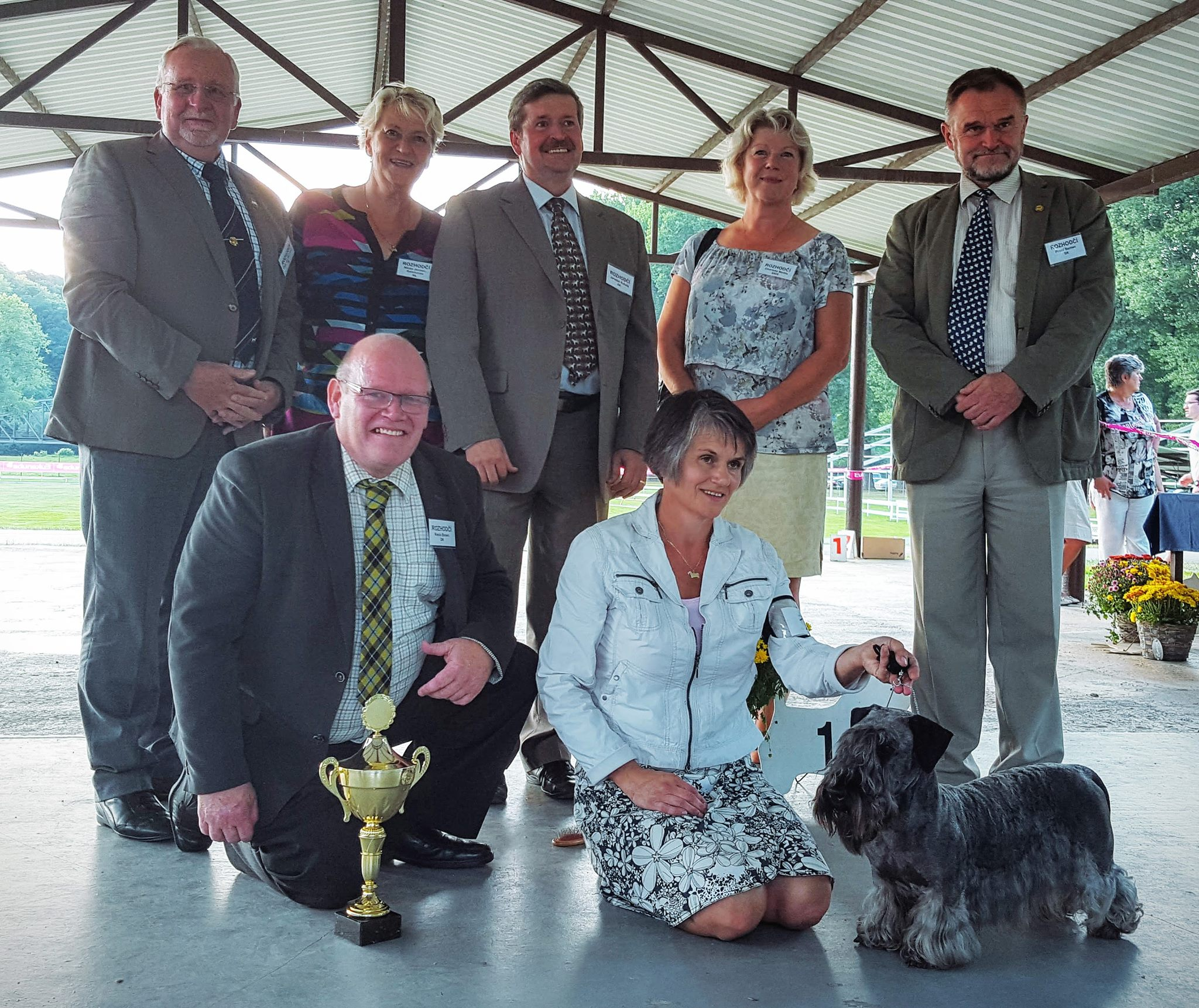
Český teriér pes Gijs Garex, nejlepší teriér 67. klubové výstavy KCHT